# Drosophila substenoptera
Drosophila substenoptera este o specie de muște din genul Drosophila, familia Drosophilidae, descrisă de Hardy în anul 1969. Conform Catalogue of Life specia Drosophila substenoptera nu are subspecii cunoscute.